# 컴벌랜드거북
컴벌랜드거북은 거북목 늪거북과의 파충류이다.

## 특징
등딱지는 노란색 무늬와 함께 진한 황갈색이다. 그것은 등껍질의 뒤쪽 끝 부분에서 2개의 둥근 돌기가 있고, 약간 뒤집혀져 있다. 성체의 등딱지는 주름이있고 타원형이다. 가슴 장식은 돌쩌귀가 없고 등딱지보다 약간 작다. 피부는 녹색을 띤 올리브색 무늬와 함께 갈색이다. 줄무늬는 노란색이다. 컴펄랜드거북의 가슴 장식은 어두운 반점 뿐만아니라 등딱지의 능선도 있다. 또한, 가슴 장식은 띠, 노란색의 줄무늬가 있다. 컴벌랜드거북의 앞다리는 대부분의 슬라이더 거북 종류보다 큰 노란색 줄무늬가 있고, 눈은 각각 눈 바로 뒤에 노란색과 주황색 줄무늬가 있다.
1. ↑  국립생태원. “붉은귀거북속 전종 Trachemys spp.”. 《한국 외래생물 정보시스템(KIAS)》. 대한민국 환경부.